# Athena, Phevos et Proteas

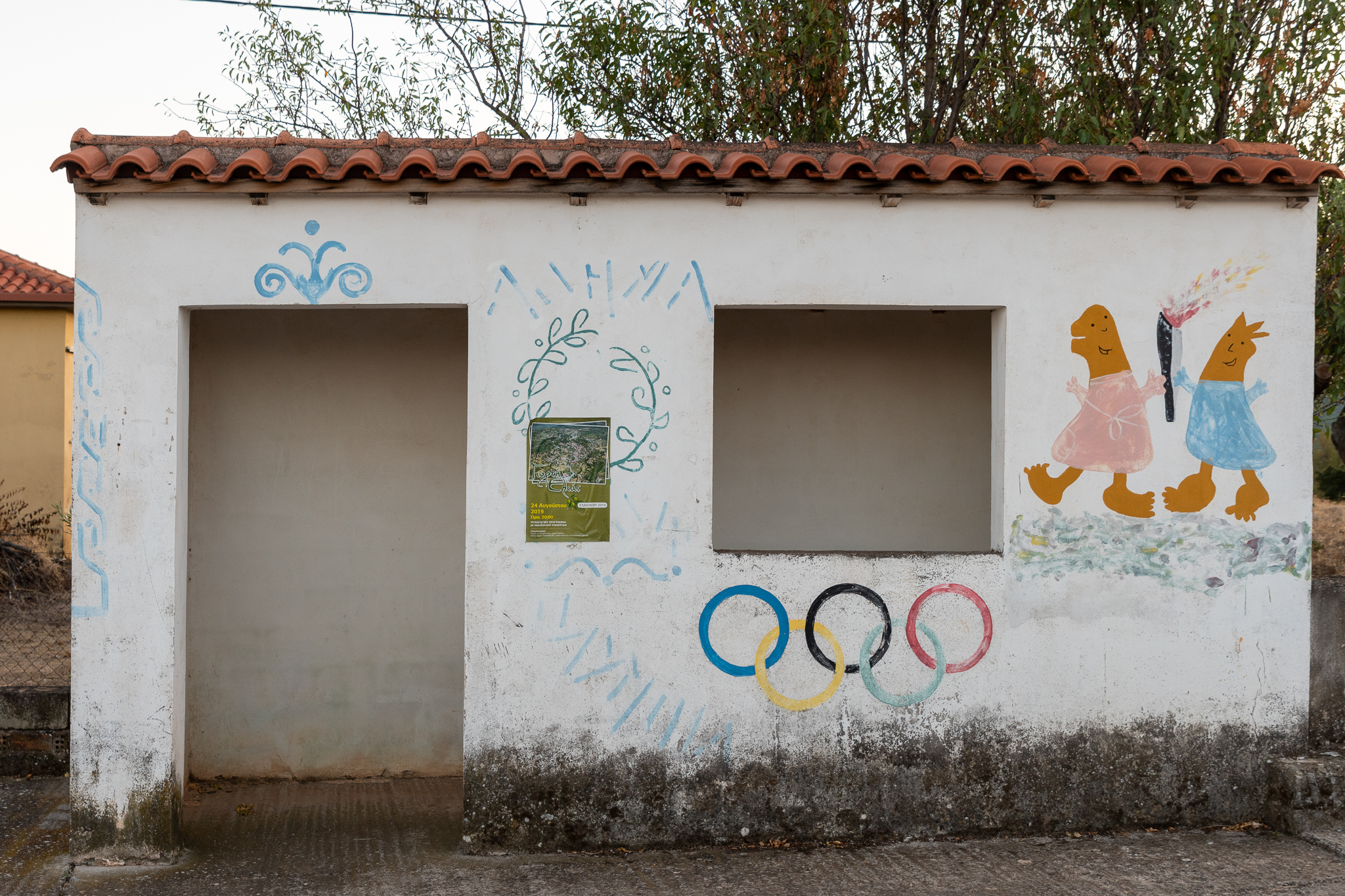
Dessin d'Athena et Phevos sur un bâtiment d'Eleochóri.

Athena et Phevos (en grec : Αθηνά, Φοίβος ; prononcés [aθiˈna] et [ˈfivos]) sont les mascottes des Jeux olympiques d'été de 2004 organisés à Athènes tandis que Proteas (en grec : Πρωτέας ; prononcé [proˈte.as]) est celle spécifique aux Jeux paralympiques.

## Description

### Athena et Phevos

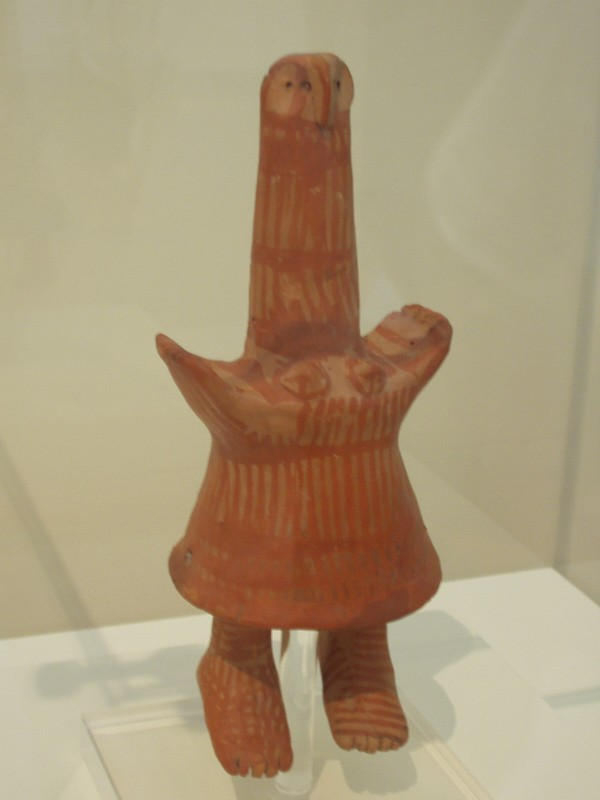
Daidala exposé au Musée national archéologique d'Athènes.

Les noms des deux mascottes olympiques font références aux deux divinités frère et sœur de l'Olympe : « Phevos » est un autre nom pour Apollon, le dieu de la lumière et de la musique, alors qu'Athéna est la déesse de la sagesse et protectrice de la ville d’Athènes. Les deux mascottes symbolisent ainsi le lien entre la Grèce antique et les Jeux olympiques de l'ère moderne. Ils doivent leur forme étrange à une poupée typique de la Grèce faite en terre cuite et ayant une forme de cloche datant du VIIe siècle avant J-C, la « daidala ». Phevos porte une tunique bleue en honneur de la mer et de la couleur de l’emblème des Jeux, tandis qu’Athena est parée d’orange pour rappeler le soleil et l’emblème paralympique. Ces deux mascottes ont été choisies après un concours parmi 196 propositions soumises par des agences de design et des professionnels du monde entier : on les doit à Spiros Gogos, Paragraph Design.

### Proteas
« Proteas » est un hippocampe de plusieurs couleurs, lui aussi créé par Spiros Gogos. Son nom est inspiré de Protée, une divinité de la mythologie grecque. Le mot grec « protos » signifie premier, excellent.
Proteas est censée mettre en avant les quatre valeurs exceptionnelles des Jeux paralympiques d’Athènes 2004, à savoir inspiration, force, persévérance et célébration.
Le choix d'un hippocampe, cheval des mers, n'est pas un hasard. La mer a toujours été un élément clé de la culture hellénique. La mer a fourni à la mythologie grecque un grand nombre de dieux et de héros.

## Réception
D'après un sondage effectué en 2004, l'apparence des mascottes est rejetée par 75 % des Grecs. Le journal britannique The Independent indique que les produits dérivés à l'effigie des mascottes n'ont rapporté que 2 % de la manne escomptée.